# Acareosperma spireanum
Acareosperma spireanum är en vinväxtart som beskrevs av François Gagnepain. Acareosperma spireanum ingår i släktet Acareosperma och familjen vinväxter. Inga underarter finns listade i Catalogue of Life.